# 建設機械施工技士
建設機械施工管理技士（けんせつきかいせこうかんりぎし）は、施工管理技士国家資格のうちの1つ。2級は昭和35年から、1級は昭和37年より資格制度が実施されていて施工管理試験の中では一番早くから行われている。国土交通省管轄。施工管理技士の区分は1級、2級であるので表記に注意する必要がある。（建築士は「一級建築士、二級建築士及び木造建築士をいう」と定義されており、数字ではない。）
国家試験は年1回実施される（実施は一般社団法人日本建設機械施工協会）。

## 概要
1級と2級に分かれ、1級は各種建設機械を用いた施工における指導・監督的業務、2級は第1種から第6種に分かれそれぞれの機械を用いた施工において、運転・施工の業務に携わり、各機種の運転技術者、また一般建設業の現場の主任技術者として施工管理を行う。
- 1級の資格の保有者は、社会保険労務士の受験資格が得られる。

## 種類
- 1級 - トラクター系建設機械操作施工法、ショベル系建設機械操作施工法、モーターグレーダー操作施工法、締固め建設機械操作施工法、舗装用建設機械操作施工法、基礎工事用建設機械操作施工法、建設機械組合せ施工法
- 2級
  - 第1種 - ブルドーザー（トラクター系建設機械操作施工法）
  - 第2種 - 油圧ショベル（ショベル系建設機械操作施工法）
  - 第3種 - モーターグレーダー（モータ・グレーダー操作施工法）
  - 第4種 - ロードローラー（締固め建設機械操作施工法）
  - 第5種 - アスファルトフィニッシャ（舗装用建設機械操作施工法）
  - 第6種 - アースオーガー（基礎工事用建設機械操作施工法）

## 受験資格
1級
- 専任の主任技術者としての実務経験を1年以上含んでいる場合
  - 大学の指定学科を卒業をしている場合、3年以上の実務経験
  - 大学の指定学科以外を卒業している場合、4年6ヶ月以上の実務経験
  - 短期大学、高等専門学校の指定学科を卒業している場合、5年以上の実務経験
  - 短期大学、高等専門学校の指定学科以外を卒業している場合、7年6ヶ月以上の実務経験
  - 高等学校の指定学科を卒業している場合、10年以上の実務経験
  - 高等学校の指定学科以外を卒業している場合、11年6ヶ月以上の実務経験
  - 上記学歴によらない場合は15年以上の実務経験
- 2級建設機械施工技術検定合格者で専任の主任技術者としての実務経験を1年以上含んでいる場合
  - 高等学校の指定学科卒業後、2級の種別の一つの経験が2年以上で、他の種別を通算して6年以上の実務経験、2級の種別の一つの経験が1年6か月以上2年未満で、他の種別を通算して7年以上の実務経験、2級合格後3年以上の実務経験
  - 高等学校の指定学科以外卒業後、2級の種別の一つの経験が3年以上で、他の種別を通算して7年以上の実務経験、2級の種別の一つの経験が2年3か月以上3年未満で、他の種別を通算して8年6か月以上の実務経験、2級合格後3年以上の実務経験
  - 上記学歴によらない場合は2級の種別の一つの経験が6年以上で、他の種別を通算して10年以上の実務経験、2級の種別の一つの経験が4年以上6年未満で、他の種別を通算して12年以上の実務経験、2級合格後3年以上の実務経験
- 指導監督的実務経験を1年以上含んでいる場合
  - 大学の指定学科を卒業して3年以上の実務経験、指定学科以外を卒業して4年6か月以上の実務経験
  - 短期大学、高等専門学校の指定学科を卒業して5年以上の実務経験、指定学科以外を卒業して7年6か月以上の実務経験
  - 高等学校の指定学科を卒業して10年以上の実務経験、指定学科以外を卒業して11年6か月以上の実務経験
  - 上記学歴によらない場合は15年以上の実務経験
- 2級建設機械施工技術検定合格者で指導監督的実務経験を1年以上含んでいる場合
  - 高等学校の指定学科卒業後、2級の種別の一つの経験が2年以上で、他の種別を通算して8年以上の実務経験、2級の種別の一つの経験が1年6か月以上2年未満で、他の種別を通算して9年以上の実務経験、2級合格後5年以上の実務経験
  - 高等学校の指定学科以外卒業後、2級の種別の一つの経験が3年以上で、他の種別を通算して9年以上の実務経験、2級の種別の一つの経験が2年3か月以上3年未満で、他の種別を通算して10年6か月以上の実務経験、2級合格後5年以上の実務経験
  - 上記学歴によらない場合は2級の種別の一つの経験が6年以上で、他の種別を通算して12年以上の実務経験、2級の種別の一つの経験が4年以上6年未満で、他の種別を通算して14年以上の実務経験、2級合格後5年以上の実務経験

2級
- 大学の指定学科を卒業して受験しようとする種別に6か月以上で、他の種別の経験を通算して1年以上の実務経験
- 大学の指定学科以外を卒業して受験しようとする種別に9か月以上で、他の種別の経験を通算して1年6か月以上の実務経験
- 短期大学、高等専門学校の指定学科を卒業して受験しようとする種別に1年6か月以上の実務経験
- 短期大学、高等専門学校の指定学科を卒業して受験しようとする種別の経験が1年以上1年6か月未満で、他の種別の経験を通算して2年以上の実務経験
- 短期大学、高等専門学校の指定学科以外を卒業して受験しようとする種別に2年以上の実務経験
- 短期大学、高等専門学校の指定学科以外を卒業して受験しようとする種別の経験が1年6か月以上2年未満で、他の種別の経験を通算して3年以上の実務経験
- 高等学校の指定学科を卒業して受験しようとする種別に2年以上の実務経験
- 高等学校の指定学科を卒業して受験しようとする種別の経験が1年6か月以上2年未満で、他の種別の経験を通算して3年以上の実務経験
- 高等学校の指定学科以外を卒業して受験しようとする種別に3年以上の実務経験
- 高等学校の指定学科以外を卒業して受験しようとする種別の経験が2年3か月以上3年未満で、他の種別の経験を通算して4年6か月以上の実務経験
- 上記学歴によらない場合は受験しようとする種別に6年以上の実務経験、受験しようとする種別の経験が4年以上6年未満で、他の種別の経験を通算して8年以上の実務経験

## 試験科目
筆記と実技(規定時間内に指定された作業を行う)がある。
実際に建設機械類を運転・操作・作業(実技試験)しなければならないので他の施工管理技士試験に比べて受験料は高額(筆記:10,100円,実技:27,800円)である。また受験者も他の施工管理技士試験に比べて限られるので受験者数も少ない。
1級の試験には「建設機械組合せ施工法」という記述式(論文作成)試験があるので事前にいくつかの論文(草案)を作成し、記憶しておく必要がある。
1級
- 筆記

1. 土木工学
2. 建設機械原動機
3. 石油燃料
4. 潤滑剤
5. 建設機械
6. 建設機械施工法
7. 法規

- 実地
以下より2科目選択し所定コース内での操作施工法

1. トラクター系
2. ショベル系
3. モータ・グレーダ
4. 諦固め
5. 舗装用
6. 基礎工事用建設機械操作施工法
7. 建設機械組合せ施工法(記述)

2級（以下より1種目選択し筆記と実技を受ける）
第1種（ブルドーザ）
第2種（油圧ショベル）
第3種（モータ・グレーダ）
第4種（ロード・ローラー）
第5種（アスファルト・フィニッシャ）
第6種（アースオーガ）
- 筆記

1. 土木工学
2. 建設機械原動機
3. 石油燃料
4. 潤滑剤
5. 法規
6. 選択種の建設機械施工法

- 実技

1. 選択種での所定コース内運転操作

## 合格率
平成24年度の1級建設機械施工技士の最終合格率（筆記合格率36.8%×実技合格率86.2%）は31.7%、平成24年度の2級建設機械施工技士の最終合格率　(筆記合格率52.0%x実技合格率86.2%)は44.8%であった。  
なお、最終合格率であるが実技試験には前年度の学科試験免除者、2級で実技試験を受けたものは1級では合格扱いも参加しているので注意する必要がある。                                                                                                             
また、平成23年度までの1級建設機械施工技士は26,021人、2級建設機械施工技士は149,451人である。

## 監理技術者として業務が可能な職種
| 資格名称        | 土木 | 建築 | 大工 | 左官 | とび土工 | 石工事 | 屋根工事 | 電気工事 | 管工事 | タイルレンガブロック工事 | 鋼構造物 | 鉄筋工事 | 舗装工事 | しゅんせつ | 板金工事 | ガラス工事 | 塗装工事 | 防水工事 |
| --------------- | ---- | ---- | ---- | ---- | -------- | ------ | -------- | -------- | ------ | ------------------------ | -------- | -------- | -------- | ---------- | -------- | ---------- | -------- | -------- |
| 1級建設機械     | ○    | -    | -    | -    | ○        | -      | -        | -        | -      | -                        | -        | -        | ○        | -          | -        | -          | -        | -        |
| 1級土木施工     | ○    | -    | -    | -    | ○        | ○      | -        | -        | -      | -                        | ○        | -        | ○        | ○          | -        | -          | ○        | -        |
| 1級建築施工     | -    | ○    | ○    | ○    | ○        | ○      | ○        | -        | -      | ○                        | ○        | ○        | -        | -          | ○        | ○          | ○        | ○        |
| 1級電気施工     | -    | -    | -    | -    | -        | -      | -        | ○        | -      | -                        | -        | -        | -        | -          | -        | -          | -        | -        |
| 1級管施工       | -    | -    | -    | -    | -        | -      | -        | -        | ○      | -                        | -        | -        | -        | -          | -        | -          | -        | -        |
| 1級造園施工     | -    | -    | -    | -    | -        | -      | -        | -        | -      | -                        | -        | -        | -        | -          | -        | -          | -        | -        |
| 1級電気通信施工 | -    | -    | -    | -    | -        | -      | -        | -        | -      | -                        | -        | -        | -        | -          | -        | -          | -        | -        |
| 一級建築士      | -    | ○    | ○    | -    | -        | -      | ○        | -        | -      | ○                        | ○        | -        | -        | -          | -        | -          | -        | -        |

| 資格名称        | 内装仕上工事 | 機械器具設置工事 | 熱絶縁工事 | 電気通信工事 | 造園工事 | さく井工事 | 建具工事 | 水道施設工事 | 消防施設工事 | 清掃施設工事 | 解体工事 |
| --------------- | ------------ | ---------------- | ---------- | ------------ | -------- | ---------- | -------- | ------------ | ------------ | ------------ | -------- |
| 1級建設機械     | -            | -                | -          | -            | -        | -          | -        | -            | -            | -            | -        |
| 1級土木施工     | -            | -                | -          | -            | -        | -          | -        | ○            | -            | -            | ○        |
| 1級建築施工     | ○            | -                | ○          | -            | -        | -          | ○        | -            | -            | -            | ○        |
| 1級電気施工     | -            | -                | -          | -            | -        | -          | -        | -            | -            | -            | -        |
| 1級管施工       | -            | -                | -          | -            | -        | -          | -        | -            | -            | -            | -        |
| 1級造園施工     | -            | -                | -          | -            | ○        | -          | -        | -            | -            | -            | -        |
| 1級電気通信施工 | -            | -                | -          | ○            | -        | -          | -        | -            | -            | -            | -        |
| 一級建築士      | ○            | -                | -          | -            | -        | -          | -        | -            | -            | -            | -        |